# Colin Maclaurin
Pour les articles homonymes, voir Maclaurin.
 (avril 2023).
Colin Maclaurin (Kilmodan (Argyll and Bute), février 1698 - Édimbourg 14 juin 1746) est un mathématicien écossais. Il fut professeur de mathématiques au Marischal College à Aberdeen de 1717 à 1725 et à l'université d'Édimbourg de 1725 à 1745.
Il fit des travaux remarquables en géométrie, plus précisément dans l'étude de courbes planes. Il écrivit un important mémoire sur la théorie des marées.

## Biographie

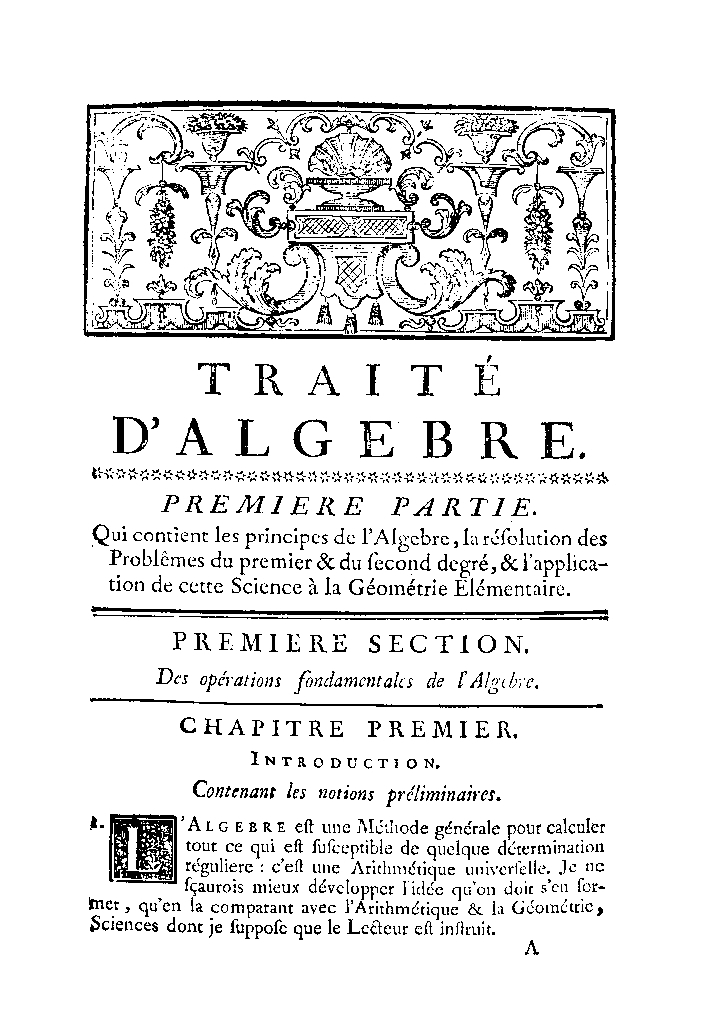
Traité d'algèbre, 1753.

Maclaurin fut élu membre de la Royal Society en 1719 et, en 1724, il reçut un grand prix de l'Académie royale des sciences pour son travail sur le choc des corps. En 1740, il fut honoré d'un autre prix de l'Académie des sciences pour une étude des marées. Ce prix fut décerné conjointement à Maclaurin, Leonhard Euler et Daniel Bernoulli.
Le premier travail important de Maclaurin fut Geometria Organica publié en 1720.

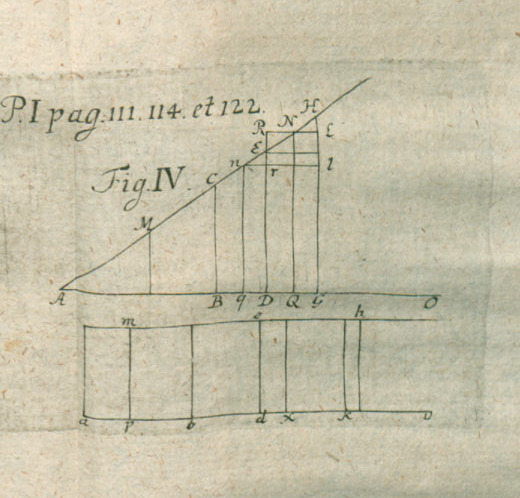
Illustration à la critique de De fluxionibus libri duo publiée sur les Acta Eruditorum, 1747.

En 1742, il publia les deux volumes du Treatise of Fluxions, le premier exposé systématique des méthodes de Newton écrit en réponse aux attaques de George Berkeley relatives au manque de rigueur et de fondement.
Le Treatise of Fluxions est une œuvre de 763 pages. Bien que très appréciée par ceux qui le lurent, il n'eut curieusement que peu d'influence et encouragea les mathématiciens britanniques à utiliser la géométrie au lieu de l'analyse nouvelle qui était alors développée.
Maclaurin utilisait les méthodes géométriques des anciens Grecs et faisait appel au principe d'exhaustion d'Archimède. Dans le Treatise of Fluxions, Maclaurin utilisa un cas particulier du théorème de Taylor qui porte à présent son nom.
Maclaurin donna également le premier test de convergence d'une série infinie. Il étudia dans le Treatise of Fluxions l'attraction de deux ellipsoïdes de révolution comme application de ses méthodes.
Maclaurin joua un rôle actif dans la défense d'Édimbourg durant la rébellion jacobite de 1745. Quand la ville tomba, Maclaurin partit pour York mais il revint à Édimbourg l'année suivante et y mourut.
Le Treatise on Algebra de Maclaurin fut publié en 1748, deux ans après sa mort, puis en français dès 1753. Un autre travail, Account of Sir Isaac Newton's Discoveries, resta inachevé.

## Hommages
L'astéroïde (13213) Maclaurin porte son nom.

### Objets mathématiques ou physiques portant le nom de Maclaurin
- Sphéroïde de Maclaurin
- Formule d'Euler-Maclaurin (analyse)
- Formule de Taylor-MacLaurin (analyse)
- Inégalité de Maclaurin (entre nombres réels)
- Relation de Maclaurin (pour exprimer une division harmonique)
- Trisectrice de Maclaurin (courbe plane)